# Alf Sjöberg

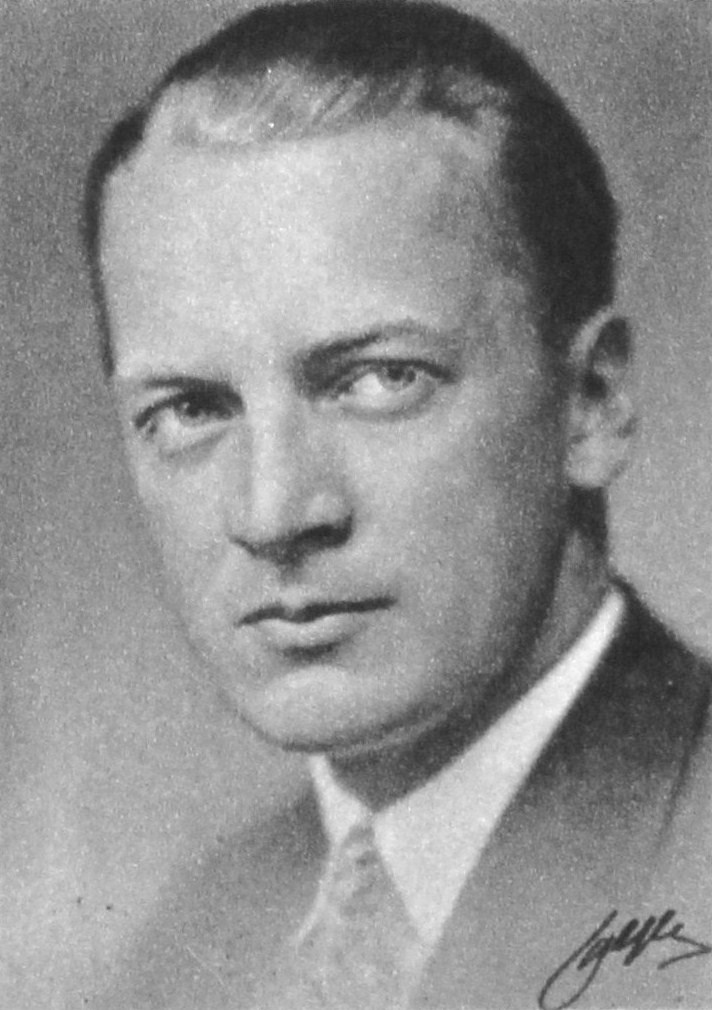
Alf Sjöberg 1942

Sven Erik Alf Sjöberg (* 21. Juni 1903 in Stockholm; † 16. April 1980 ebenda) war ein schwedischer Theater- und Filmregisseur. Vereinzelt – vor allem in den 1920er Jahren – trat er auch als Schauspieler auf.

## Leben

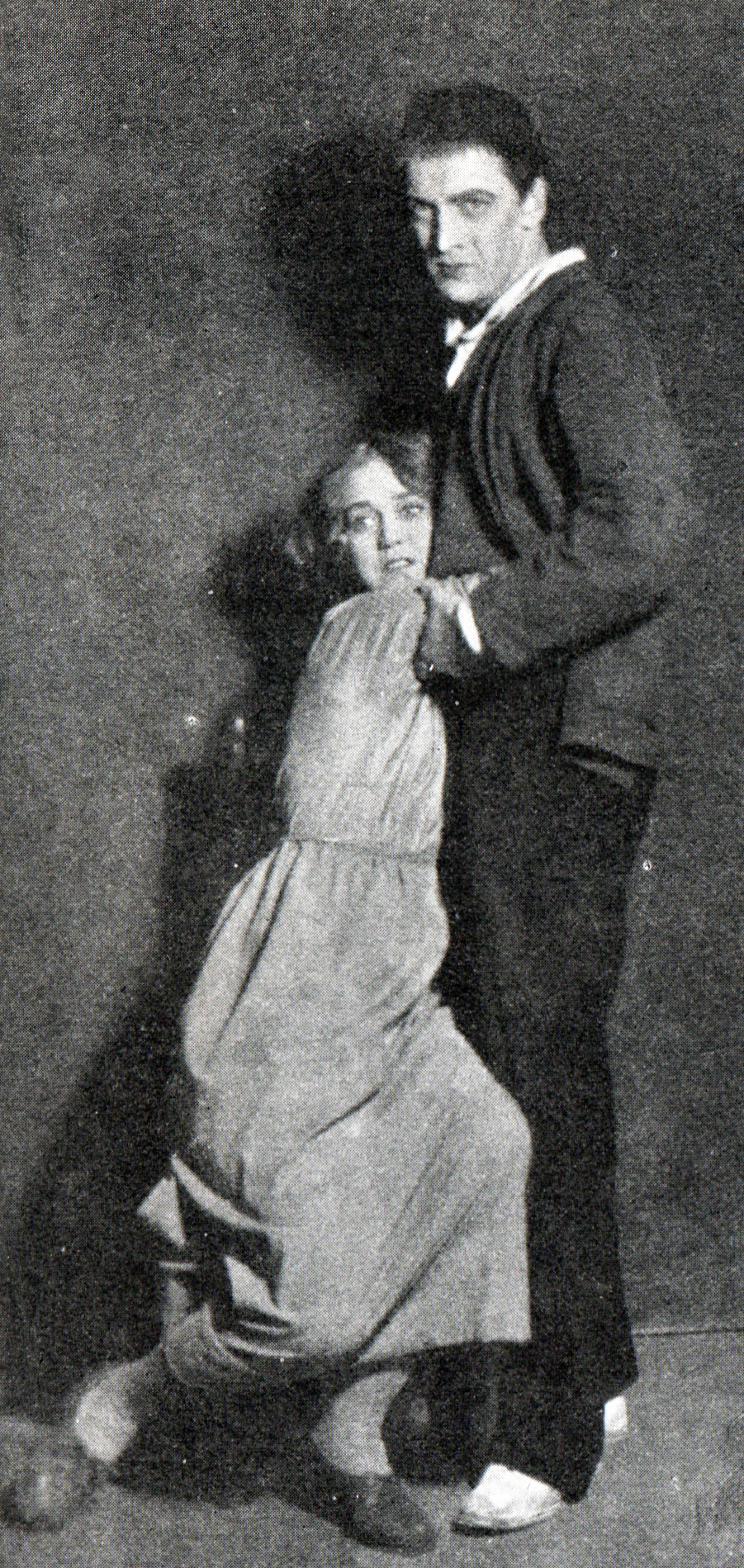
Alf Sjöberg als Schauspieler bei einer schwedischen Inszenierung des Dramas Hoppla, wir leben! von Ernst Toller, Stockholm 1928. Sjöberg in der Rolle der Hauptfigur Karl Thomas zusammen mit Anna Lindahl als Eva Berg.

Sjöberg besuchte von 1923 bis 1925 die Schauspielschule des Königlichen Dramatischen Theaters in Stockholm. Ab 1925 trat er am Königlichen Dramatischen Theater als Bühnenschauspieler auf, wo er bald auch Regie führte.
Bekannt wurde Sjöberg im Wesentlichen durch seine Arbeit als Theaterregisseur. Von 1930 bis zu seinem Todesjahr 1980 war er immer wieder am schwedischen Nationaltheater, dem Königlichen Dramatischen Theater (Dramaten) in Stockholm tätig. Dort brachte er zahlreiche außergewöhnliche Stücke auf die Bühne, u. a. Viel Lärm um Nichts (Mycket väsen för ingenting, 1940), Romeo und Julia (Romeo och Julia, 1953) und Mutter Courage und ihre Kinder (1965). Seite an Seite mit Olof Molander und später Ingmar Bergman prägte er das Königliche Dramatische Theater.
Sein erster Film entstand schon 1929, aber Beachtung fand er erst 1942 durch seinen vierten Film, das Passionsspiel  Himmelsspiel (Himlaspelet). Als sein bedeutendster Film gilt
Die Hörige (Hets) nach einem Drehbuch von Ingmar Bergman. In Form eines Lehrer-Schüler-Verhältnisses zeigt sich das Böse in Gestalt eines sadistischen Lehrers.
Für seine Filme Die Hörige (1944) und Fräulein Julie (Fröken Julie, 1951, eine werkgetreue Adaption des gleichnamigen Dramas) erhielt er jeweils den Hauptpreis auf den Internationalen Filmfestspielen in Cannes. Außerdem war seine TV-Theaterproduktion von Hamlet (1955) ein Meilenstein in Sachen Theaterproduktionen für das Fernsehen.
Ab Mitte der 1950er Jahre, als beim Film zunehmend Sjöbergs einstiger Schüler Ingmar Bergman in den Vordergrund trat, konzentrierte er sich wieder mehr auf die Bühne. Als kritischer Beobachter gesellschaftlicher Zusammenhänge inszenierte er Werke von Bertolt Brecht, Federico García Lorca, William Shakespeare und Jean-Paul Sartre.
Am 16. April 1980 starb er auf dem Weg zum Dramaten, nachdem er auf seinem Fahrrad von einem Bus angefahren worden war.

## Theater
Unter Sjöbergs Regie wurden folgende Stücke am Königlichen Dramatischen Theater in Stockholm aufgeführt (Auswahl):
- 1930 Markurells i Wadköping (Markurell), von Hjalmar Bergman
- 1930 Stor-Klas och Lill-Klas (Der grosse und der kleine Klaus), von Gustaf af Geijerstam
- 1933 Blodet ropar under almarna (Begierde unter Ulmen), von Eugene O’Neill
- 1940 Mycket väsen för ingenting (Viel Lärm um Nichts), von William Shakespeare
- 1946 Trettondagsafton (Was ihr wollt), von William Shakespeare
- 1947 John Gabriel Borkman, von Henrik Ibsen
- 1949 Fröken Julie (Fräulein Julie), von August Strindberg
- 1949 En handelsresandes död (Tod eines Handlungsreisenden), von Arthur Miller
- 1953 Romeo och Julia (Romeo und Julia), von William Shakespeare
- 1955 Vildanden (Die Wildente), von Ibsen
- 1956 En midsommarnattsdröm (Ein Sommernachtstraum), von William Shakespeare
- 1965 Mor Courage och hennes barn (Mutter Courage und ihre Kinder), von Bertolt Brecht
- 1972 Mäster Olof (Meister Olof,), von August Strindberg
- 1978 Korparna, von Henry Becque
- 1979 Kollontaj, von Agneta Pleijel
- 1980 Hustruskolan, von Molière